# Иркутское высшее военное авиационное инженерное училище

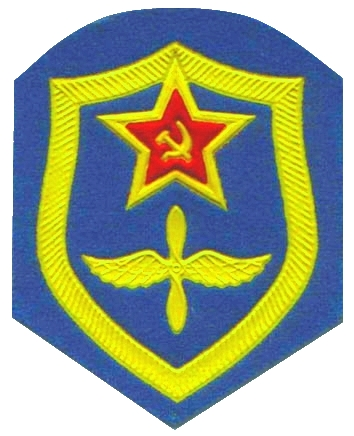
Нарукавный знак по роду сил (службе) Военно-воздушных сил ВС СССР

Иркутское высшее военное авиационное инженерное училище (военный институт), сокращённо ИВВАИУ (ВИ) — военное учебное заведение (1931—2009), осуществлявшее подготовку инженеров и техников для Военно-воздушных сил СССР и Военно-воздушных сил Российской Федерации.

## История

### Образование
Приказом № 161 по военному ведомству в 1872 году было учреждено юнкерское училище в Иркутске.
Инициатором создания училища был генерал-губернатор Восточной Сибири и командующий войсками Восточно-Сибирского военного округа генерал от кавалерии Е. П. Синельников. Он обратился к императору Александру II с ходатайством об учреждении юнкерского училища с целью подготовки офицеров из числа местных жителей: в те годы в Сибири служили только офицеры, переведённые из западной части страны (причём чаще переведённые в наказание). Училище было открыто 20 сентября 1874 года.
Обучение изначально проходило в течение 2 лет, с 1901 года — в течение трёх лет. Учебный год длился с сентября по май, по окончании учебного года обучающиеся сдавали переводные или выпускные экзамены. По окончании экзаменов они направлялись в полевой лагерь для учений, а затем и в войска, где в течение летних месяцев знакомились с солдатским бытом. Все выпускники училища по результатам учёбы и дисциплины изначально делились на два разряда: выпускники I разряда получали звание офицера в полку, выпускники II разряда — только при наличии вакансии. В начале XX века градация изменилась: выпускники I и II разряда получали звание подпоручика, выпускники III разряда — унтер-офицера.

### Дальнейшее развитие
В 1910 году Иркутское юнкерское училище было преобразовано в Иркутское военное пехотное училище.
Приказом № 452 от 23 августа 1915 года был введен нагрудный знак Иркутского военного училища. В 1915 году было начато строительство комплекса новых зданий для военного училища и кадетского корпуса, которое прекратилось в 1917 году.
В 1929 году на основе Иркутского военного училища была основана авиационно-техническая школа.
Приказом № 55 от 1 мая 1931 года по ВВС РККА была основана 4-я Иркутская военная авиационная школа авиамехаников (4 ВШАТ).
За свою историю Иркутское высшее военное авиационное инженерное училище было несколько раз реорганизовано:
- 1931—1938: 4-я Иркутская военная авиационная школа авиамехаников (4 ВШАТ)
- 1938—1941: Иркутское военное авиационное техническое училище (ИВАТУ)
- 1941—1949: Иркутская военная школа авиационных механиков (ИВШАМ)
- 1949—1975: Иркутское военное авиационно-техническое училище (ИВАТУ)
- 1975—1998: Иркутское высшее военное авиационное инженерное ордена Красной Звезды училище имени 50-летия ВЛКСМ (ИВВАИУ)
- 1998—2004: Иркутский военный авиационный инженерный институт (ИВАИИ)
- 2004—2008: Иркутское высшее военное авиационное инженерное училище (военный институт) (ИВВАИУ (ВИ))

В 1943 году Иркутское военное училище обрело собственное знамя. В 1949 году состоялся первый выпуск младших лейтенантов, прошедших курс подготовки на реактивную технику.
До 1964 года в ИВВАИУ осуществлялась подготовка техников кислородно-газовых установок на базе цикла электрогазовых установок (позже этот профиль был переведён в Воронежское ВАТУ).
С 1943 по 2009 год выпускниками училища стали более 70 тысяч человек, всего в его стенах было подготовлено свыше 80 тысяч военных авиационных специалистов, 27 генералов, десятки докторов и кандидатов наук, профессоров и доцентов, руководителей инженерно-авиационной службы ВВС. 14 выпускников училища получили звания Героев Советского Союза, один — Героя Российской Федерации. До последних дней своего существования это было единственное военное училище в Байкальском регионе.

## Расформирование
На основании распоряжения Правительства Российской Федерации № 1951-р от 24 декабря 2008 года с целью совершенствования системы подготовки специалистов для ВС РФ и оптимизации сети военных образовательных учреждений Иркутское ВВАИУ было присоединено к Военному авиационному инженерному университету в Воронеже в начале января 2009 года, что означало фактическую ликвидацию училища как отдельного образовательного учреждения. Одним из формальных поводов для ликвидации училища стало заявление о незаконной постройке более чем 20 объектов на территории училища, хотя последующая проверка не подтвердила наличие каких-либо незаконно построенных объектов на территории ИВВАКУ.
В январе 2009 года правительство Иркутской области вместе с администрацией Иркутска и представителями Сибирского военного округа выдвинуло несколько вариантов дальнейшего использования базы ИВВАИУ. Один вариант предусматривал перебазирование двух военных частей в Иркутской области, другой предполагал подготовку специалистов на базе училища для гражданской авиации. Те составляющие технической базы, которые не удалось перевезти в Воронеж, предлагалось использовать для нужд авиационного факультета Иркутского государственного технического университета. Против закрытия вуза протестовали многие семьи сотрудников ИВВАИУ, направляя письма губернатору Иркутской области Дмитрия Мезенцеву, депутату Государственной думы Ивану Грачёву и тогдашнему Президенту России Дмитрию Медведеву. Члены семей сотрудников ИВВАИУ даже объявили голодовку, однако никакие действия так и не привели к пересмотру решения.
Вывоз курсантов ИВВАИУ в Воронеж начался 7 января 2009 года, в то время как основная часть профессорско-преподавательского состава осталась в Иркутске. По мнению начальника училища в 1991—2000 годах генерал-майора Александра Барсукова, перевод курсантов в рождественские каникулы воспринимался как «варварство», поскольку местная администрация не встала на сторону училища. Некоторые из преподавателей после увольнения перешли в Иркутский филиал МГТУ ГА, где продолжили свою научную и преподавательскую деятельность. В регионе осталось около 950 гражданских служащих и 560 военных: большинство офицеров отклонили предложение о переезд в Воронеж. Региональные власти в январе 2009 года предлагали разные варианты решения этой проблемы вплоть до открытия нового училища вместо ИВВАИУ. Переехавшие в Воронеж преподаватели начали формировать абсолютно новые для Воронежского ВАИУ факультеты (Летательных аппаратов, Авиационного вооружения, Авиационного оборудования, Авиационного радиоэлектронного оборудования).
В апреле 2009 года начальник Воронежского ВАИУ генерал-майор Г. В. Зибров сообщил, что для прибывших из Иркутска курсантов, которые были женаты и имели детей, было предоставлено служебное жильё. Также он сообщил, что по итогам проведённого анонимного анкетирования более 90 % курсантов ИВВАИУ, перешедших в Воронежский ВАИУ, были довольны налаженным учебным процессом в Воронеже, состоянием учебно-материальной базы и жилищно-казарменного фонда. В то же время мнения курсантов по поводу учебного процесса в Иркутске и Воронеже разделились. В дальнейшем высказывались мнения о необходимости возрождения училища.
15 июня 2009 года состоялась проведена церемония прощания со знаменем оставшегося личного состава ИВВАИУ (выпускной у курсантов состоялся 20 июня).

## Судьба инфраструктуры
В марте 2009 года первый заместитель председателя правительства Иркутской области заявил, что на территории ИВВАИУ планируется разместить две бригады спецназа Сибирского военного округа (казармы, два плаца, столовая и часть территории) и некое гражданское учебное заведение (вся остальная часть территории ИВВАИУ). 2 апреля 2009 года на встрече министра обороны Анатолия Сердюкова с губернатором Иркутской области Игорем Есиповским было приято решение о передислокации на территорию училища 24-й отдельной бригады спецназа ГРУ и о возможности трудоустройства там 90 % служащих училища. Однако вскоре бригада сменила место дислокации, а училище осталось без охраны.
Летом 2013 года партия «Гражданская платформа» начала сбор подписей жителей Иркутска в поддержку восстановления ИВВАИУ. Гражданский комитет Иркутского регионального отделения партии опубликовал обращение, в котором назвал приказ о расформировании большой ошибкой, приведшей к частичной утере потенциала ИВВАИУ и шагом назад в обеспечении государственной безопасности страны. Согласно заявлению комитета, министр обороны Сергей Шойгу не исключал возможности восстановления училища.
По состоянию на 2015 год территория ИВВАИУ числилась за Министерством обороны России (так, на баланс в июне перешли 53 объекта имущественного комплекса). На основе объектов предполагалось создать образовательный комплекс «Достояние Сибири», который должен был включать в себя кадетский корпус на 400 человек, центр дополнительного образования, техникум для подготовки рабочих и служащих для ВС и гражданской авиации. Однако состояние зданий бывших корпусов, поликлиники, столовой и плацев оставляло желать лучшего. Плацы заросли бурьяном, здания пережили несколько пожаров и подвергались нападкам вандалов. В ночь с 1 на 2 января 2016 года в результате пожара почти полностью выгорело здание казарм. В июне 2024 года вспыхнул очередной пожар в бывшем общежитии курсантов (горел мусор на четвёртом и пятом этажах)
В январе 2022 года областные правоохранительные органы возбудили уголовное дело из-за незаконного строительства жилого комплекса на территории ИВВАИУ. В марте того же года был задержан бывший министр имущественных отношений правительства Иркутской области Владислав Сухорученко. Следствие обвинило его в том, что в 2019 году он от имени министерства заключил незаконное мировое соглашение о получении строительной компанией права аренды на территорию бывшего ИВВАИУ площадью 82 га. Нанесённый ущерб оценивался на сумму более 94 млн рублей.
В дальнейшем в самом городке ИВВАИУ продолжились работы по благоустройству территории, начиная от Курсантского сквера (установка детской площадки) и заканчивая сооружением 17-этажных новостроек. 1 сентября 2023 года состоялось торжественное открытие Иркутского суворовского военного училища, которое было размещено в корпусах ИВВАИУ по улице Советской.
26 октября 2023 года исторические здания казарм ИВВАКУ были переданы Минобороны для сооружения военного госпиталя. Предполагается, что здания могут быть снесены, поскольку на момент передачи находились в аварийном состоянии, а несколько лет тому назад лишились статуса регионального культурного наследия. В целом, несмотря на мероприятия по благоустройству городка ИВВАИУ, в нём всё ещё остаются пустующие здания и неблагоустроенные участки. В июне 2024 года было объявлено о предстоящем сносе казарм ИВВАИУ.

## Образовательный процесс

### Учёба в ИВВАИУ
Продолжительность срока обучения в ИВВАИУ (ВИ) составляла 5 лет, формат — очный.
На момент расформирования ИВВАИУ, учебное заведение представляло собой единственное в России полнопрофильное военное учебное заведение по подготовке специалистов инженерно-авиационной службы.
Выпускникам присваивалось приказом Министра обороны воинское звание «лейтенант».
В училище были оборудованные лаборатории и специализированные учебные классы; курсанты отмечали высокий уровень преподавателей ИВВАИУ.

### Факультеты
- № 1 — Летательных аппаратов (основан в 1975 году). Военная специальность — техник — эксплуатация и ремонт самолетов, вертолетов и авиационных двигателей. Гражданская специальность (образование высшее) — «инженер-механик» диплом общегосударственного образца: техническая эксплуатация летательных аппаратов и двигателей.
- № 2 — Авиационного вооружения (основан в 1992 году). Военная специальность — техник — эксплуатация и ремонт авиационного вооружения. Гражданская специальность (образование высшее) — «инженер-электромеханик» диплом общегосударственного образца — робототехнические системы авиационного вооружения.
- № 3 — Авиационного оборудования (основан 1976 году). Военная специальность — техник — эксплуатация и ремонт авиационного оборудования самолетов и вертолетов. Гражданская специальность (образование высшее) — «инженер-электрик» диплом общегосударственного образца — эксплуатация систем электроснабжения, вычислительных машин систем и комплексов, пилотажно-навигационных комплексов летательных аппаратов.
- № 4 — Авиационного радиоэлектронного оборудования (основан в 1987 году). Военная специальность — техник — эксплуатация и ремонт авиационного радиоэлектронного оборудования самолётов и вертолётов. Гражданская специальность (образование высшее) — «инженер-радиоэлектронщик» — техническая эксплуатация транспортного радиооборудования.

## Научная работа
В середине 1990-х годов на факультете авиационного радиоэлектронного оборудования начала формироваться научная школа авиационной радионавигации во главе с начальником кафедры автоматизированных систем радионавигации доктором технических наук О. Н. Скрыпником. Школа изучала возможность применения методов межсамолётной навигации и комплексной оптимальной обработки информации для повышения эффективности группового взаимодействия самолетов военной авиации. Основой для исследований послужила кандидатская диссертация Скрыпника, в которой предлагалось использовать спутниковые системы навигации (прообразы GPS и ГЛОНАСС) и системы обмена данными на основе многостанционного доступа с временным разделением каналов. Среди учеников этой научной школы были те, кто позже окончили адъюнктуры в Иркутском ВВАИУ и в Военно-воздушной инженерной академии имени Н. Е. Жуковского.
Результаты исследований публиковались в рецензируемых научных изданиях, а также представлялись на всероссийских, региональных и отраслевых научных конференциях. Все они легли в основу направления исследований, связанных с оптимизацией траекторий взаимного перемещения воздушных судов и размещения навигационных опорных точек с целью повышения точности навигационно-временных определений. Были также разработаны и исследованы алгоритмы управления траекториями воздушных судов и оптимизации размещения навигационных опорных точек.

## Руководство училища

### Начальники
- военинженер 2-го ранга Иван Иванович Михайлов (1931—1933)[24]
- комбриг Павел Григорьевич Фесенко (1933—1938)[24]
- военинженер 2-го ранга Константин Васильевич Иващенко (1938—1942)[24]
- генерал-майор Иван Михайлович Щелочилин (1942—1959)[24]
- генерал-майор Василий Макарович Грищенко (1959—1970)[24]
- генерал-майор инженерно-технической службы Солтан Гетагазович Калицов (ноябрь 1970—1982)[24][25]
- генерал-майор Борис Иванович Рожков (1982—1991)[24][25]
- генерал-майор Александр Григорьевич Барсуков (1991—2000)[4][24][25]
- генерал-майор Владимир Вячеславович Фёдоров (апрель 2000—2004)[25]
- генерал-майор Величко, Игорь Иванович (2004 — апрель 2008)[26]
- временно исполняющий обязанности (ВРИО) полковник Сергей Николаевич Салтыков (2008—2009)

### Заместители начальника
- Анатолий Александрович Быстров (1980—1982)[27]
- полковник Сергей Николаевич Салтыков (2006—2009)[28].

## Выпускники
В стенах училища подготовлено более 80 тысяч военных авиационных специалистов. Среди выпускников — 14 Героев Советского Союза, два Героя Российской Федерации, 27 генералов из числа руководителей ИАС ВВС, десятки докторов и кандидатов наук.
- Белоус, Антон Иванович[24]
- Гребенкин, Александр Сергеевич[29]
- Дураков, Валентин Фёдорович[24]
- Дурновцев, Андрей Егорович[24]
- Евсеенко, Владимир Романович[24]
- Земских, Владимир Афанасьевич[24]
- Зубов, Виктор Петрович[24]
- Марковцев, Степан Харитонович[24]
- Миоков, Николай Дмитриевич[24]
- Новоселов, Кузьма Васильевич[24]
- Пахотищев, Николай Дмитриевич[24]
- Рыбак, Михаил Иванович[24]
- Рубцов, Анатолий Петрович[24]
- Сачко, Иосиф Кузьмич[24]
- Середа, Игорь Емельянович[24]
- Цисельский, Михаил Петрович[24]

См. Категория:Выпускники Иркутского высшего военного авиационного инженерного училища